# Sant Quintin de Saussilanjas
Saint-Quentin-sur-Sauxillanges és un municipi francès del departament del Puèi Domat, a Alvèrnia-Roine-Alps.

## Geografia

### Situació i comunicacions
Saint-Quentin-sur-Sauxillanges està situat a 49 kilòmetres al sud-est de Clarmont d'Alvèrnia, la capital del departament.
El municipi està a prop de les carreteres D996 (de Saint-Sauves-d'Auvergne a Montbrison i D214 (de Sauxillanges a Barrège. L'autopista més propera és la A75 (E11), a Issoire (a 16 km).

### Municipis propers
- Sauxillanges, a 3,2 km.
- Égliseneuve-des-Liards, a 6,3 km.
- Saint-Jean-en-Val, a 6,9 km.
- Usson, a 8,1 km.
- Sugères, a 10 km.

## Història
Sota la Revolució Francesa el municipi es deia Roche.
Segons la tradició, un cap gal, Celsus, hi tingué allà un casal fortificat. El nom de Sant Quentin apareix al 927 quan Acfred, duc d'Aquitaine, donà la seva església al priorat de Sauxillanges. Donació confirmada per un acte pontifical de 1906. El 1789 el priorat estava sota Sant Quintí. Al principi, per celebrar el culte només hi havia la capella del castell. Posteriorment fou construïda una església a l'època romànica, però no era parroquial: era una annex de la de Nostra Senyora de Sauxillanges. El bisbe la va visitar el 1773. El març de 1790 el "caseriu de St. Quentin" es constituí com a municipi. Actualment St. Quentin és un petit poble pintoresc.

## Economia
Silvicultura, ramaderia bovina i pastures.

## Patrimoni i turisme

### Arquitectura civil
- Petit poble pintoresc

### Edificis religiosos
- Església. La seva església no té més que una nau de dos trams seguida d'un cor sobrealçat terminat per una capçalera plana. el conjunt és cobert d'un bressol trencat. La porta occidental protegida per una barbacana moderna conserva els seus batents antics amb les seves pinturs d'origen.

### Naturalesa
- El poble domina el Vall de l'Osteaux
- Vistes del puy de Dôme i la muntanya Dore.
- Bosc de Bérat